# 马丁娜·克涅兹科娃
马丁娜·克涅兹科娃（捷克語：Martina Kniezková，1975年8月21日—），捷克女子田径运动员。她曾代表捷克参加2000年、2004年和2008年夏季残疾人奥林匹克运动会田径比赛，获得二枚金牌和一枚银牌。